# Connarus marginatus
Connarus marginatus är en tvåhjärtbladig växtart som beskrevs av Jules Émile Planchon. Connarus marginatus ingår i släktet Connarus och familjen Connaraceae. Inga underarter finns listade i Catalogue of Life.